# Mariam Fakhr Eddine
Mariam Mohamed Fakhr Eddine (em árabe: مريم محمد فخر الدين   , 8 de setembro de 1933 - 3 de novembro de 2014) foi uma atriz egípcia de cinema e televisão, e foi a segunda esposa do proeminente cineasta Mahmoud Zulfikar (1914-1970). Ela foi apelidada de "Beleza da Tela" (em árabe egípcio:  حسناء الشاشة). Antes de seguir a carreira de atriz, ela ganhou o título de Rosto Mais Bonito em um concurso organizado pela revista de língua francesa Image. Ela foi descoberta pelo diretor Mahmoud Zulfikar, seu futuro marido. A primeira aparição de Mariam Fakhr Eddine no cinema foi no filme de 1951 A Night of Love e ela passou a aparecer em filmes como Back Again (1957), Sleepless (1957), The Cursed Palace (1962), Soft Hands (1963) e Visita Secreta (1981).
No final dos anos 1950 e início dos anos 1960, ela inicialmente encontrou sucesso em papéis sentimentais maiores antes de fazer a transição para retratar a matriarca no final de sua carreira. Em 2007, Mariam Fakhr Eddine foi escalada como a Sra. Aida no filme de drama romântico franco - canadense Whatever Lola Wants. Ela participou do Festival Internacional de Cinema de Alexandria em 2009. Até à sua morte em 2014, Fakhr Eddine apareceu em mais de 200 filmes. Seu irmão mais novo, Youssef Fakhr Eddine, também foi um ator principal.

## Início de vida e carreira
Ela nasceu em Faiyum, Médio Egito, filha de pai egípcio e mãe húngara. Seu irmão mais novo é o ator Youssef Fakhr Eddine (1935-2002). Ela foi educada em uma escola alemã. Antes de seguir a carreira de atriz, ela ganhou o título de "Rosto Mais Bonito" em um concurso organizado pela revista de língua francesa Image. Ela foi descoberta pelo diretor de cinema Mahmoud Zulfikar, com quem se casou em 1952. Ela deu à luz sua filha, Iman. Sua primeira aparição no cinema foi no filme de 1951 A Night of Love. O filme foi inscrito no 5º Festival de Cinema de Cannes. Ela passou a aparecer nos filmes The Murderous Suspicion (1953), Devil of the Sahara (1954), The Love Message (1954), A Window on Paradise (1954), Back Again (1957), Rendezvous with the past (1961). ), The Cursed Palace (1962) e Soft Hands (1963), Secret Visit (1981).

## Morte
Alguns meses após a cirurgia no cérebro, Fakhr Eddine morreu em 3 de novembro de 2014, no Hospital das Forças Armadas de Maadi, no Cairo. Após um funeral religioso realizado na Mesquita do Hospital Militar de Maadi, ela foi enterrada na cidade de 6 de outubro, na província de Gizé.

## Filmografia

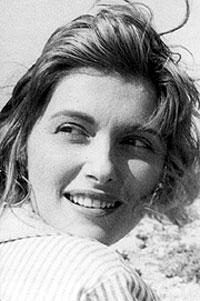
Mariam Fakhr Eddine

### Filme
| Ano  | Filme                          | Função        | Notas        |
| ---- | ------------------------------ | ------------- | ------------ |
| 1951 | Lailat gharam                  |               |              |
| 1953 | El shak el katel               |               |              |
| 1954 | Shaytan al-Sahra               |               |              |
| 1954 | Nafiza alal janna              |               |              |
| 1956 | El ghaeba                      |               |              |
| 1957 | Rehla gharamia                 |               |              |
| 1957 | Hareb minel hub                |               |              |
| 1957 | Rodda qalbi                    | Princesa Ingi |              |
| 1958 | La anam                        | Safia         |              |
| 1959 | Nour el lail                   |               |              |
| 1959 | Malish gherak                  | Bassina       |              |
| 1959 | Kalb min dahab                 |               |              |
| 1959 | Hekayat hub                    |               |              |
| 1959 | Gharimet hub                   |               |              |
| 1959 | El hub el Samet                |               |              |
| 1960 | Malak wa shaitan               |               |              |
| 1960 | El imlak                       |               |              |
| 1960 | Abu Ahmad                      |               |              |
| 1960 | El banat waal saif             |               |              |
| 1961 | Maww'ed Ma El Maady            |               |              |
| 1961 | Wahida                         |               |              |
| 1961 | Mala zekrayat                  |               |              |
| 1962 | Al Qasr Al Mal'oun             |               |              |
| 1963 | Narr fi sadri                  |               |              |
| 1963 | Soft Hands (Mãos macias)       |               |              |
| 1970 | Souq el-harim                  |               |              |
| 1970 | Al-wadi el-asfar               |               |              |
| 1972 | El-asfour                      |               |              |
| 1972 | Leilet hob akhira              |               |              |
| 1973 | Shellet el-moraheqin           |               |              |
| 1974 | Wa kan el hob                  |               |              |
| 1976 | Daqqit qalb                    | mãe de Mona   |              |
| 1977 | Harami el hob                  |               |              |
| 1981 | Zeyara Serreya                 |               |              |
| 1983 | El-azraa wa el-shaar el-abyad  |               |              |
| 1985 | Basamat fawk al-maa            |               |              |
| 1986 | Wl-zeyara el-akhira            |               |              |
| 1996 | El noom fi el asal             | Madame Zizi   |              |
| 2001 | El hob el awel                 | avó de Rania  |              |
| 2007 | Whatever Lola wants            | Sra. Aida     |              |
| 2010 | Aytl Jensen, une vie de cinema |               | Documentário |

### Televisão
| Ano  | Título                        | Função | Notas |
| ---- | ----------------------------- | ------ | ----- |
| 1987 | El-Hubb Fi Haqeeba Diplomacia |        |       |
| 2000 | Opera Aida                    |        |       |